# Плеський Петро Васильович
Петро́ Васи́льович Пле́ський (рос. Пётр Васильевич Плесский; нар. 12 березня 1894, В'ятка, нині Кіров, Кіровська область, Російська Федерація — пом. 24 жовтня 1979, Кіров, Кіровська область) — російський зоолог, орнітолог. Кандидат біологічних наук, доцент (1934).

## Біографія
Закінчив Петроградський університет (нині Санкт-Петербурзький університет). У 1918–1920 роках працював учителем природознавства в одній із шкіл В'ятки. У 1920–1965 роках працював у В'ятському інституті народної освіти, який 1934 року став Кіровським державним педагогічним інститутом імені В. І. Леніна (нині В'ятський державний гуманітарний університет). Обіймав посади асистента, доцента, завідувача кафедри зоології, декана факультету природознавства.
Нагороджено орденом Леніна.

## Наукова діяльність
Петро Плеський зібрав велику наукову колекцію тушок (шкурок) птахів і ссавців Кіровської області. Результати його багаторічної дослідницької діяльності з екології птахів широко використано в шеститомнику «Птахи Радянського Союзу» (1951–1964), в низці інших великих видань.
Автор понад 40 наукових праць (серед них — «Спостереження над відльотом і прольотом птахів в околицях міста Вятки у 1927 році», 1928) і низки газетних публікацій. Вів активну роботу зі школярами Кіровської області, спеціально для них написав брошуру «У рідних лісах і луках», видану 1958 року в Кірові.